# Gonçal Peris Sarrià
Gonçal Peris Sarrià, ou Gonzalo Pérez, est un peintre valencian de la première moitié du XVe siècle, l'une des principales figures de la peinture valencienne au XVe siècle, avec Antoni Peris (auquel il est apparenté), Miquel Alcanyís et Jaume Mateu. Il a été actif de 1380 à 1451.

## Biographie et œuvres
Il appartient à une famille de peintres installés à Valence depuis le XIIIe siècle. Sa formation artistique commence dans les dernières années du XIVe siècle, dans l'atelier de Pere Nicolau (actif à Valence de 1390 jusqu'à sa mort le 25 juillet 1408) et se termine dans les premières années du XVe siècle. Par la suite, il réalise des retables et des tableaux religieux dans sa ville natale de Valence, dans le style gothique tardif.
Les œuvres qui lui sont attribuées comprennent le Retable de Saint Martin avec sainte Ursule et saint Antoine abbé peint à la demande de Berenguer Martí de Torres, vers 1440-1443, qui se trouvait à la chartreuse de Porta Coeli avant de rejoindre en 1837 le musée des beaux-arts de Valence, le retable de Sainte Barbara au musée national d'art de Catalogne et le panneau représentant Sainte Marthe et Saint Clément (1412), dans le musée de la cathédrale Sainte-Marie de Valence, le tableau représentant Saint Michel combattant le Diable dans la National Gallery of Scotland.
Le 3 septembre 1427, avec Jaume Mateu, il reçoit la commande de peintures pour le plafond de la salle du conseil de l'Hôtel de ville de Valence. Ces peintures représentent les rois de Valence. Un seul ensemble de quatre portraits a été sauvé de la démolition de l'édifice, en 1860 ; il est aujourd'hui conservé au musée national d'art de Catalogne.
La Société des Amis du Louvre a offert en 2014 au musée du Louvre une Pietà avec les instruments de la Passion probablement réalisée dans les années 1430, qui lui a été attribuée,.
Le dernier document connu faisant référence à Gonçal Peris est son testament, fait peu avant sa mort à l'hôpital des Béguines de Valence, en 1451.

## Galerie

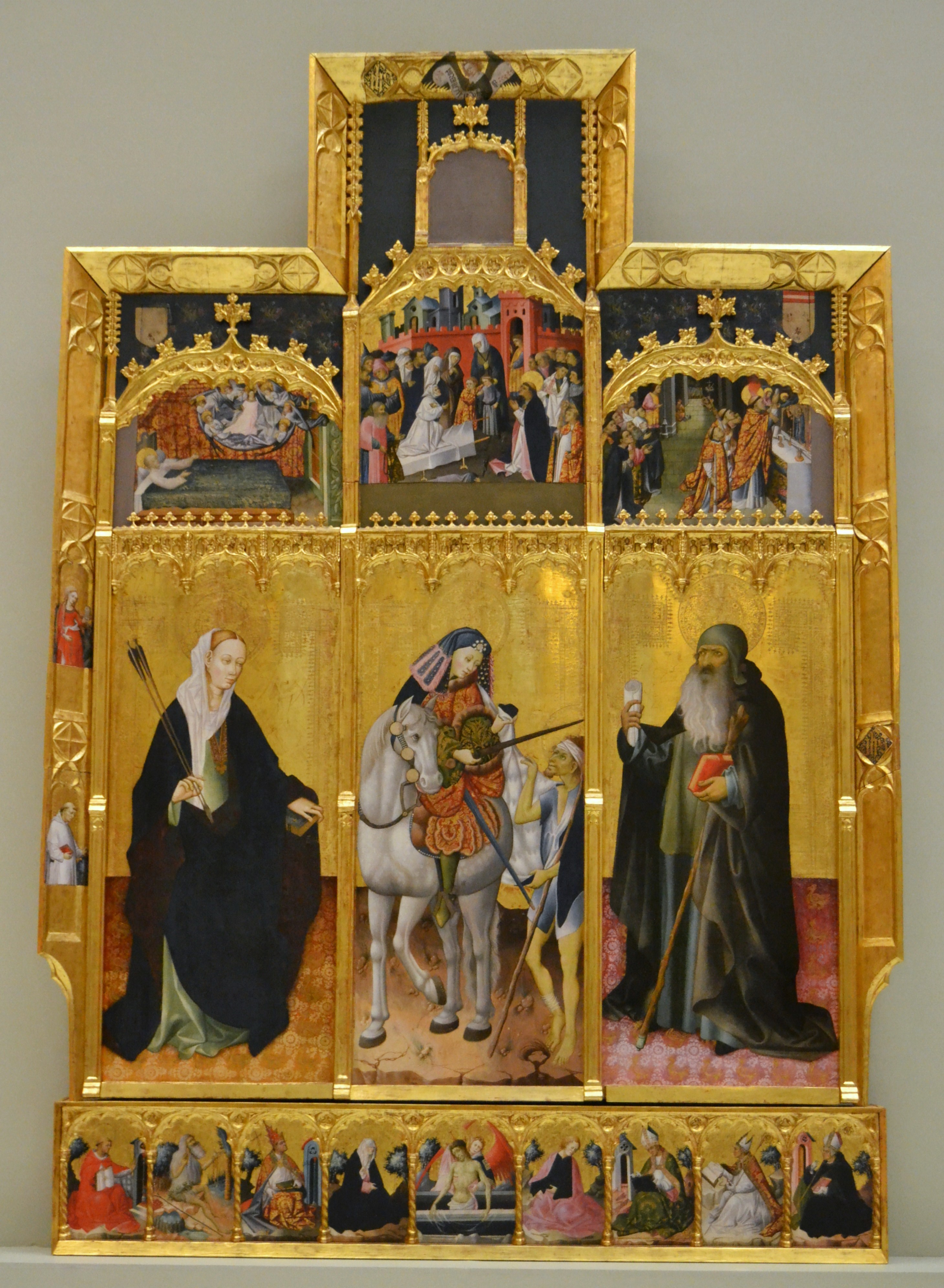
Retable de Saint Martin avec sainte Ursule et saint Antoine abbé[5] du maître de Martí de Torres
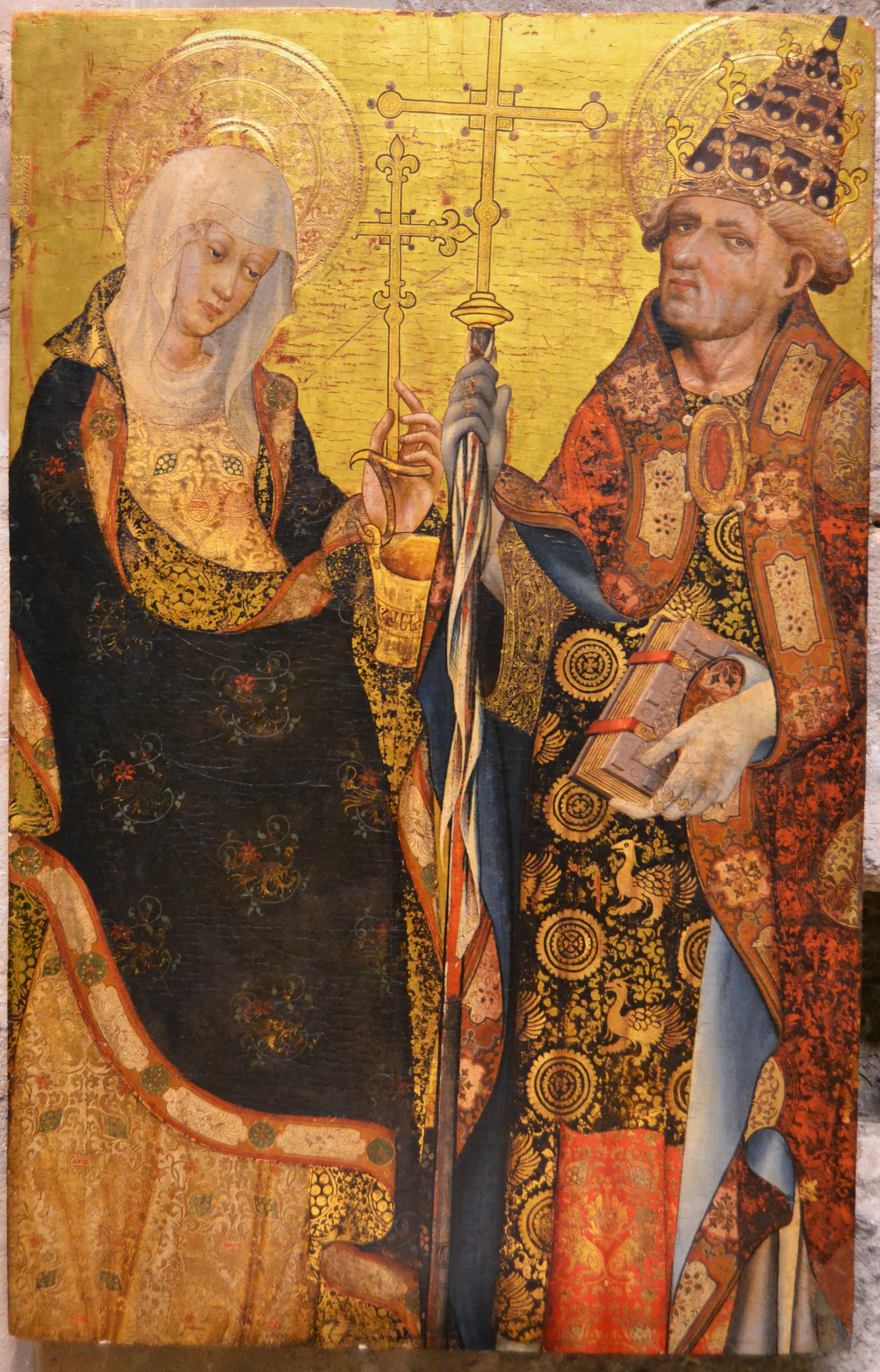
Sainte Marthe et saint Clément (Musée de la cathédrale de Valence)
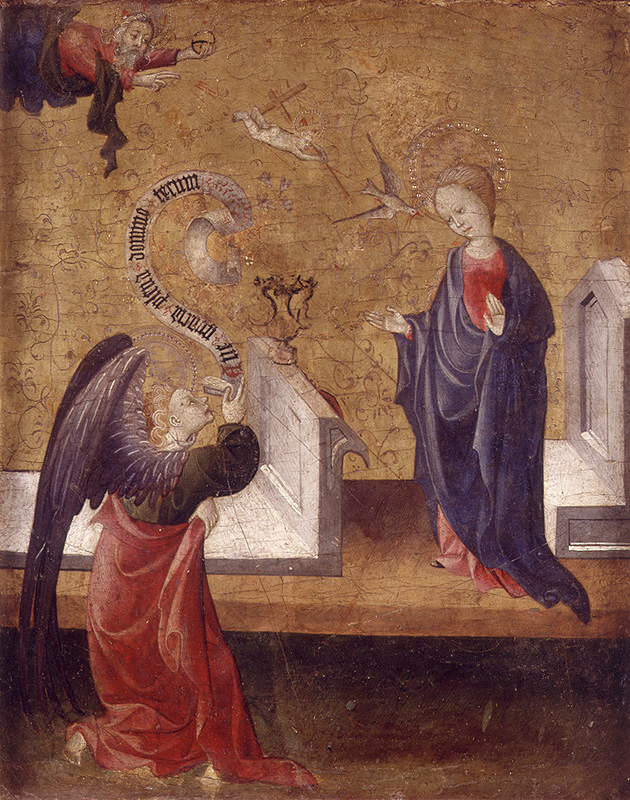
Annonciation (Musée des beaux-arts de Valence)
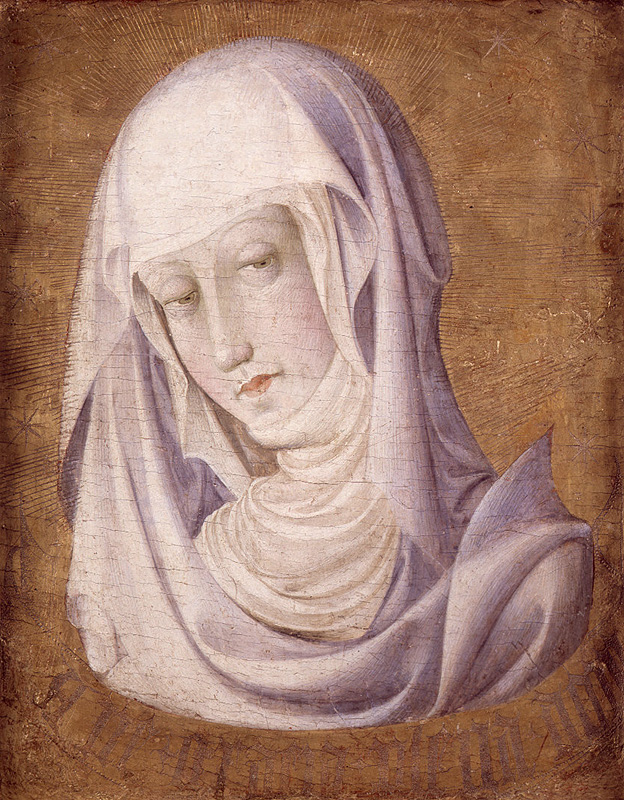
Veronica de la Virgen[6] (Musée des beaux-arts de Valence)
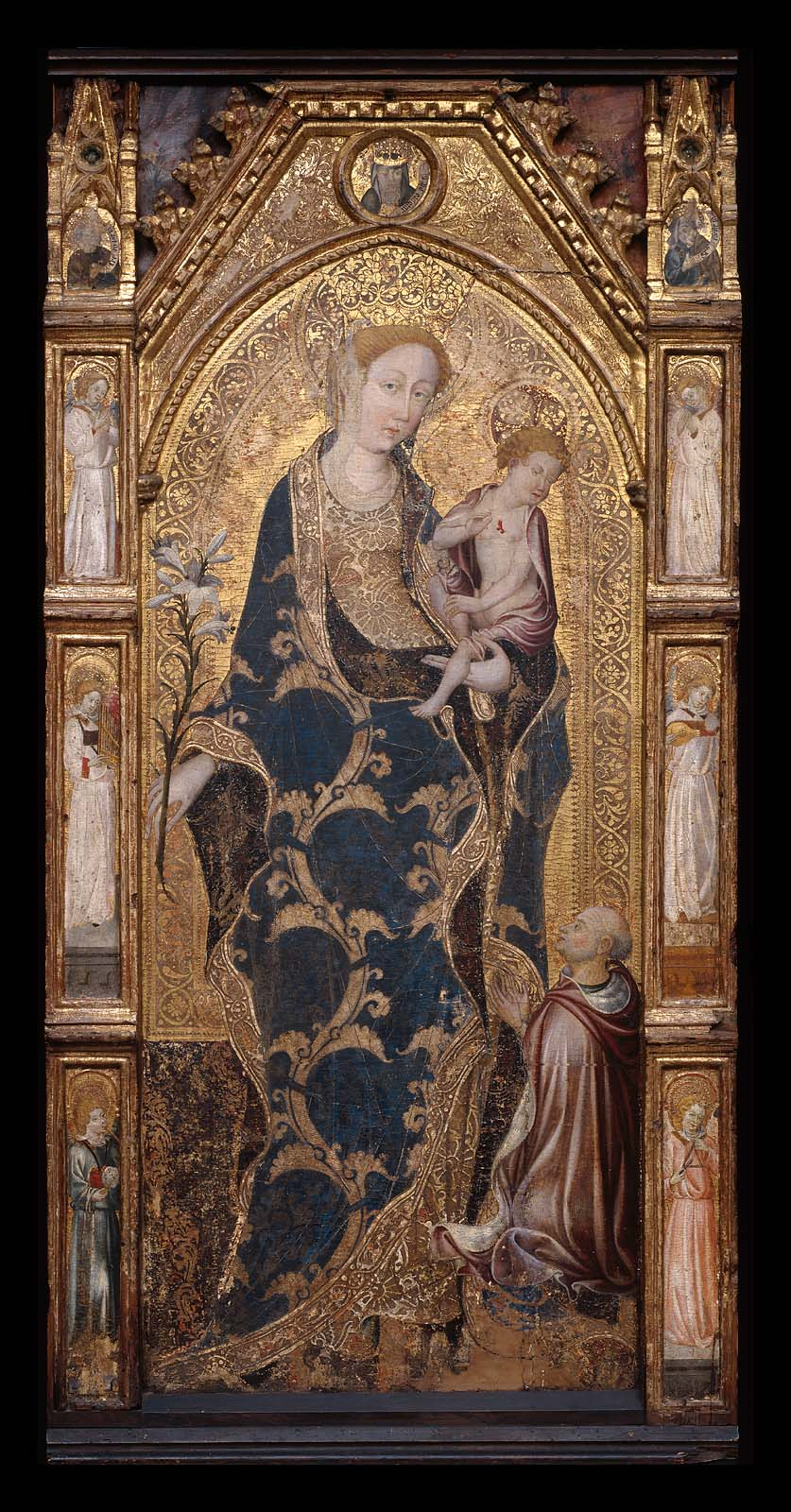
Vierge à l'enfant avec le cardinal Borgia (Musée des Beaux-Arts de Boston)
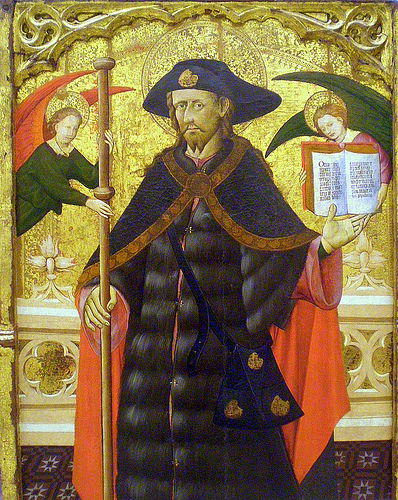
Saint Jacques le majeur (MNAC)
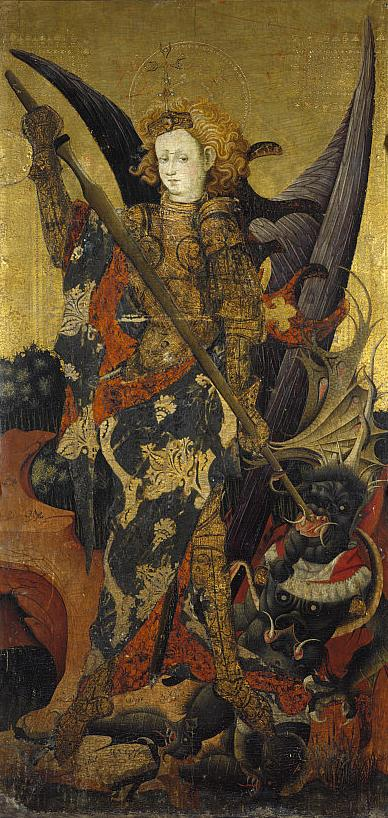
Saint Michel terrassant le dragon (National Gallery)
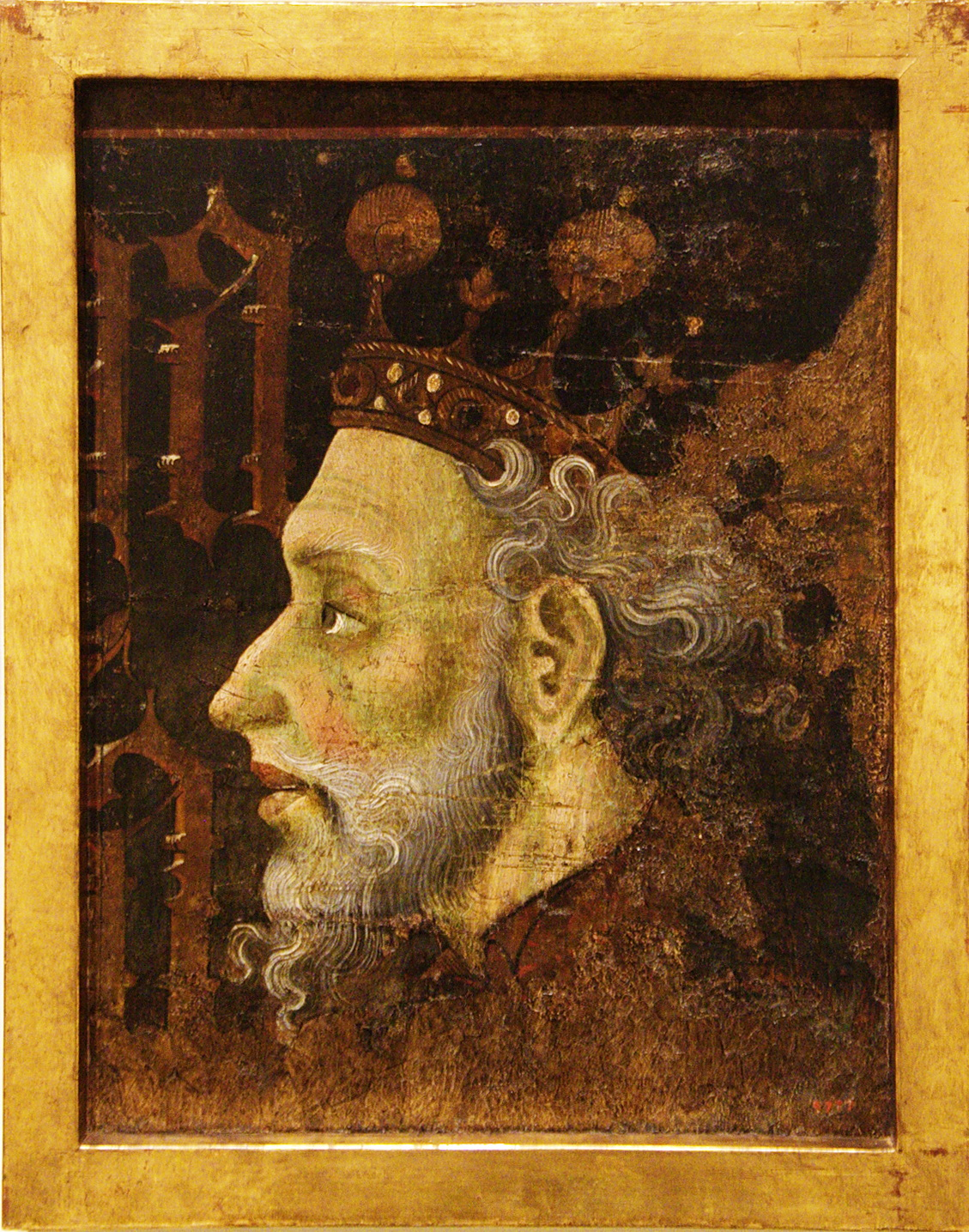
Alphonse le magnanime (MNAC)
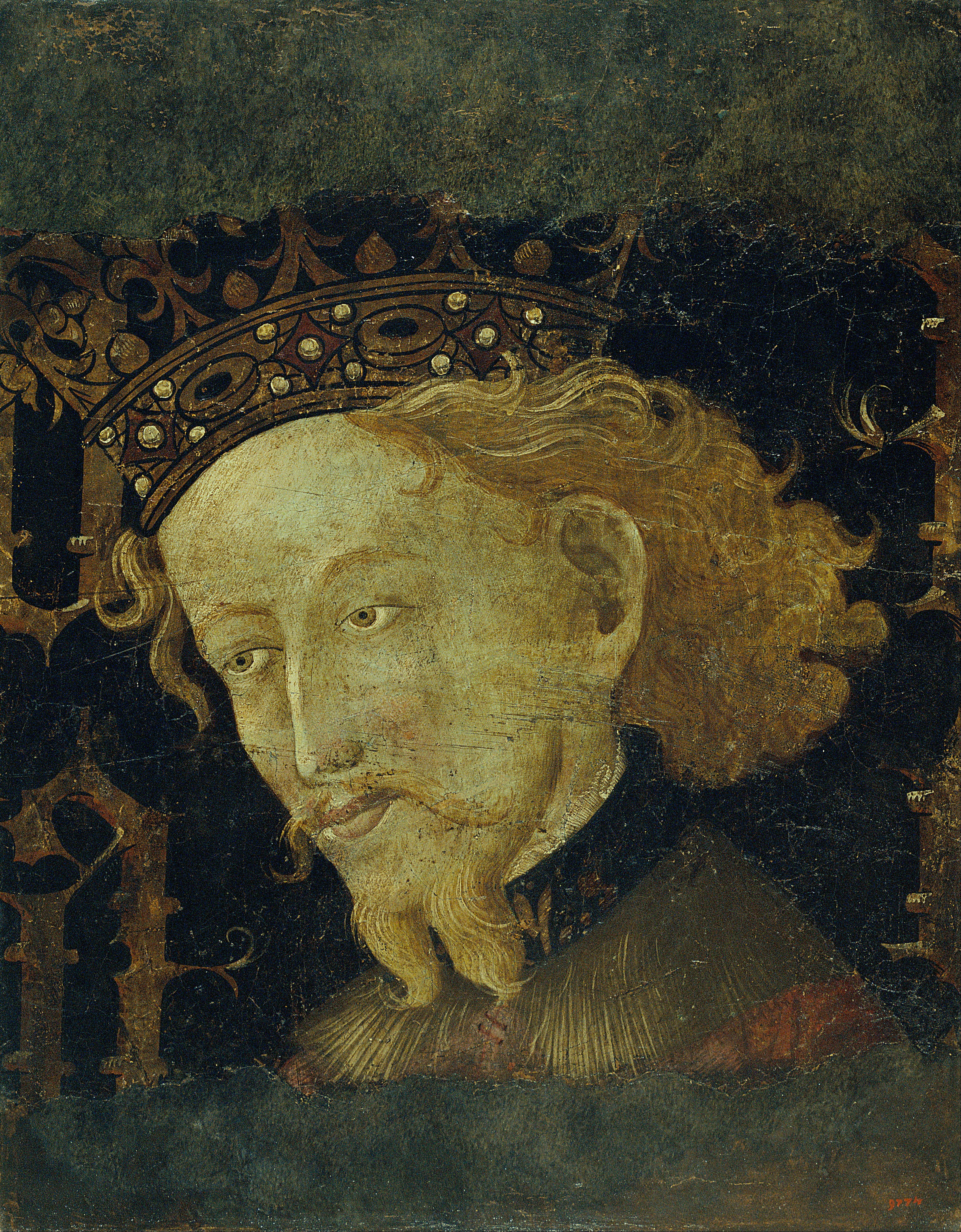
Portrait de Jacques Ier le Conquérant peint en 1427 pour l'Hôtel de Ville de Valence avec Jaume Mateu (MNAC)